# أساني لوكيميا
أساني لوكيميا مولونغوتي (بالفرنسية: Assani Lukimya-Mulongoti)‏ وهو لاعب كرة قدم كونغولي ديمقراطي في مركز الدفاع ولد في يوم 25 يناير 1986 في مدينة أوفيرا في الكونغو الديمقراطية وهو يلعب حالياً مع نادي فيردر بريمين في ألمانيا وسبق له اللعب مع نادي نوردين نوردويست و نادي تسمانيا غروبشتاد هيرتا برلين وهانزا روستوك ونادي كارل زيس جينا وفورتونا دوسلدورف وفيردر بريمين ولعب مع منتخب الكونغو الديمقراطية لكرة القدم ويبلغ طوله 189 سم.

## روابط خارجية
- أساني لوكيميا على موقع قاعدة بيانات كرة القدم.إي يو (الإنجليزية)
- أساني لوكيميا على موقع بيانات كرة القدم. دي إي (الألمانية)
- أساني لوكيميا على موقع ناشيونال فوتبول تيمز (الإنجليزية)
- أساني لوكيميا على موقع Soccerway.com (الإنجليزية)
- أساني لوكيميا على موقع عالم كرة القدم.نت (الإنجليزية)
- أساني لوكيميا على موقع AS.com (الإسبانية)